# Kloster Strahov

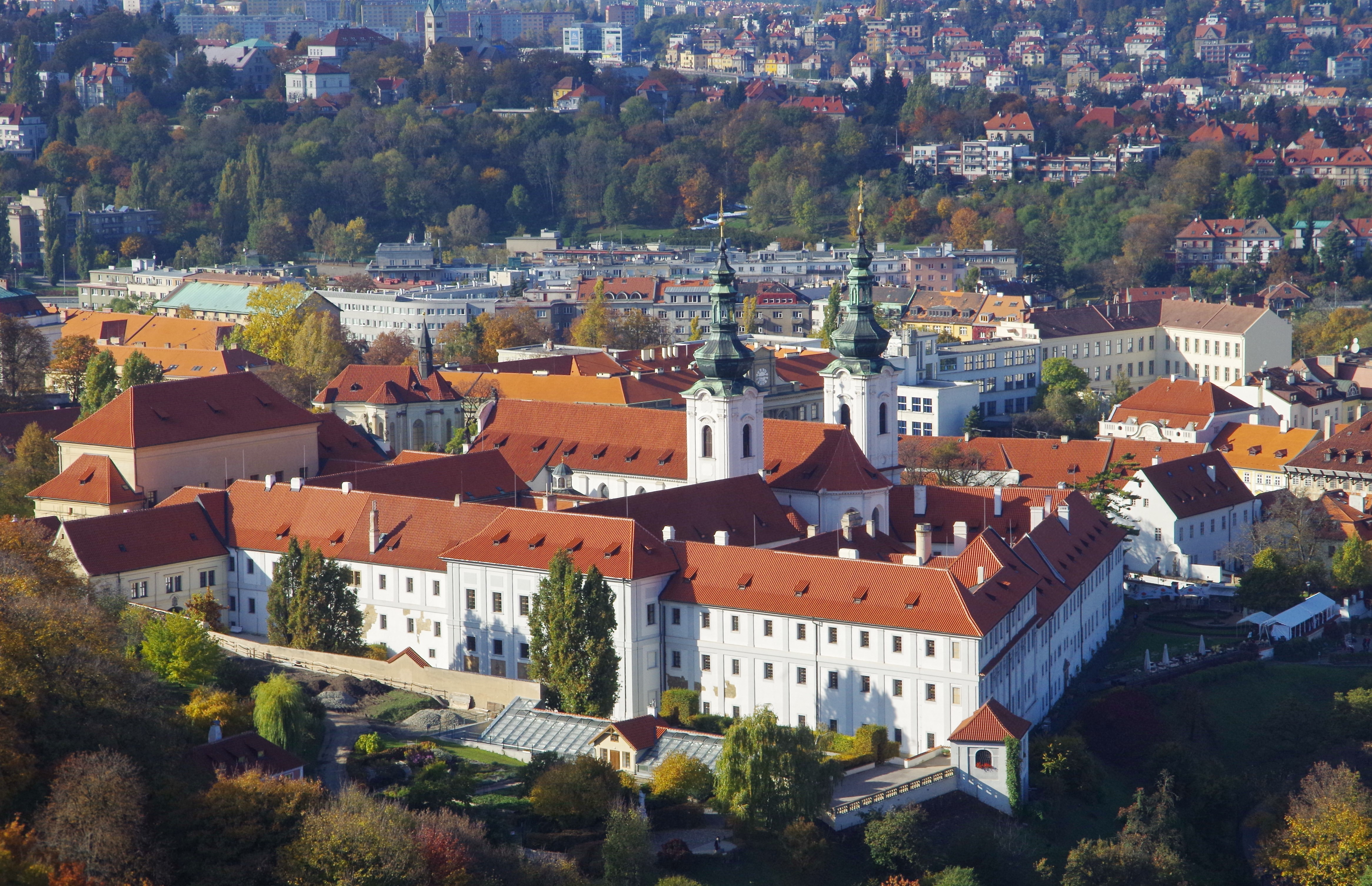
Prämonstratenserstift Strahov Prag

Die Königliche Kanonie der Prämonstratenser vom Strahov (auch Strahow, tschechisch: Královská kanonie premonstrátů na Strahově) ist eine Abtei des Prämonstratenser-Ordens am Strahovské nádvoří im Prager Stadtteil Hradčany.

## Geschichte

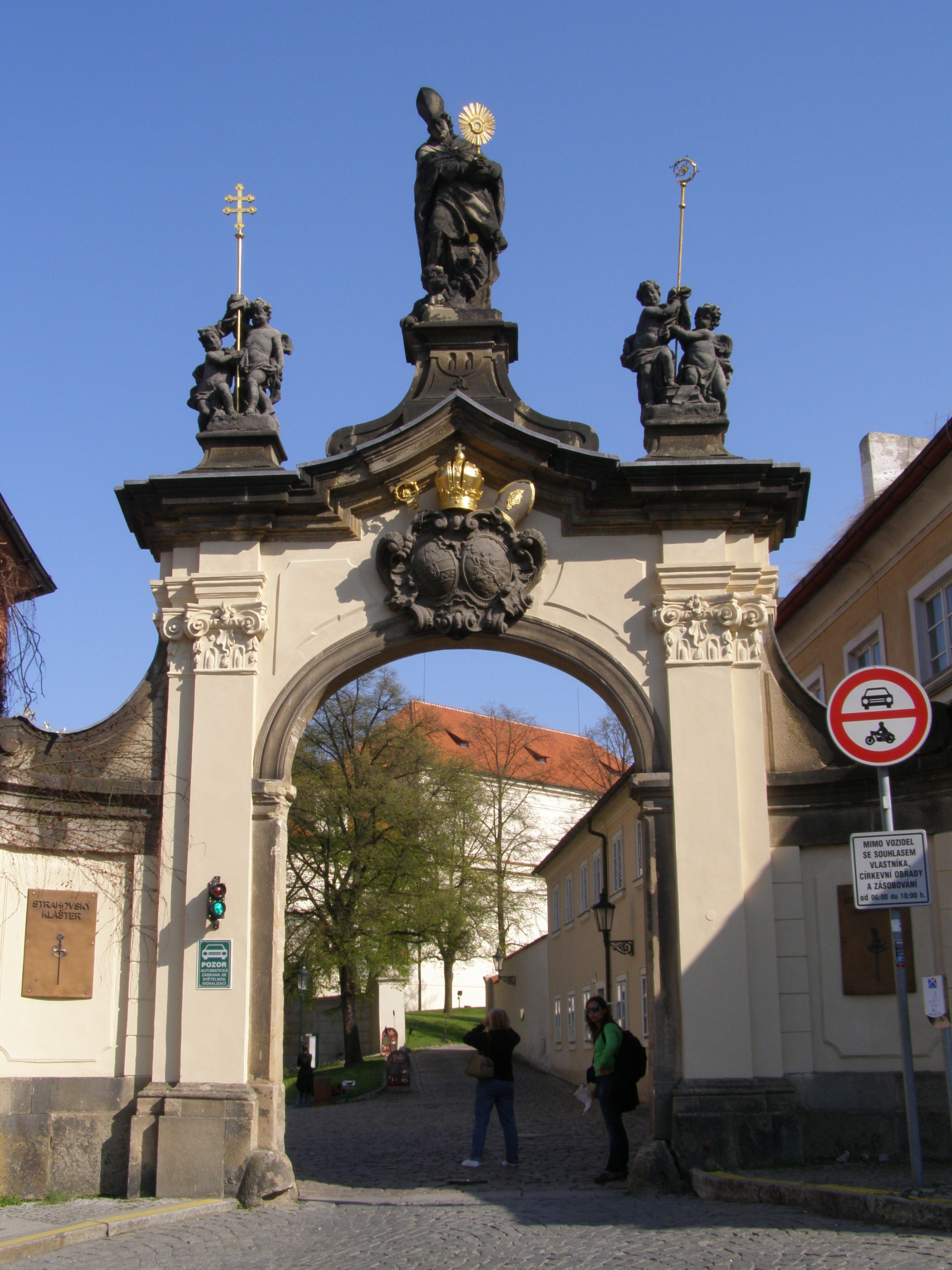
Barocktor von 1742

In enger Zusammenarbeit mit Heinrich Zdik, dem Bischof des Erzbistums Olmütz, gründeten Herzog Vladislav II. und seine Gemahlin, die Babenbergerin Gertrud von Österreich, 1140–1143 auf dem Berg Strahov (deutsch auch Strohhof) das Prämonstratenserkloster Mons Sion. Es wurde mit Chorherren aus dem Kloster Steinfeld in der Eifel besiedelt, die eine Klosterkirche sowie Wohn- und Wirtschaftsgebäude errichteten. Erster Abt war Gezo, ein Kölner Kanoniker. 1193 wurde das Stift Tepl mit Chorherren aus Strahov besiedelt.
Nach einem verheerenden Brand von 1258 wurde die gesamte Anlage innerhalb weniger Jahre wieder aufgebaut. Weitere Beschädigungen erfolgten im 15. Jahrhundert durch die Hussitenkriege, im Dreißigjährigen Krieg und im Österreichischen Erbfolgekrieg 1741.
Abt des Klosters Strahov ist seit 2018 Daniel Janáček OPraem.

## Klosterkirche

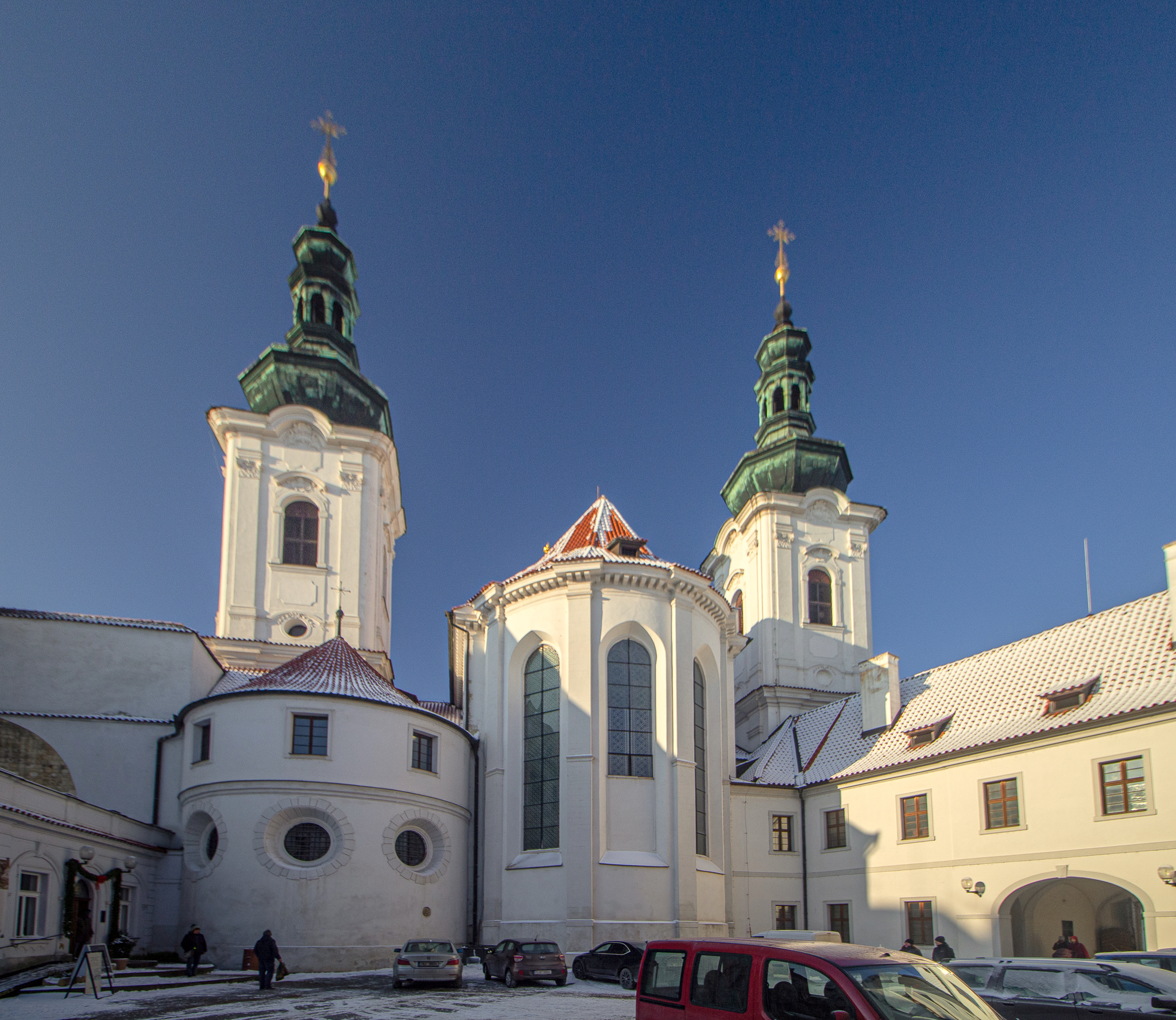
Klosterkirche Mariä Himmelfahrt

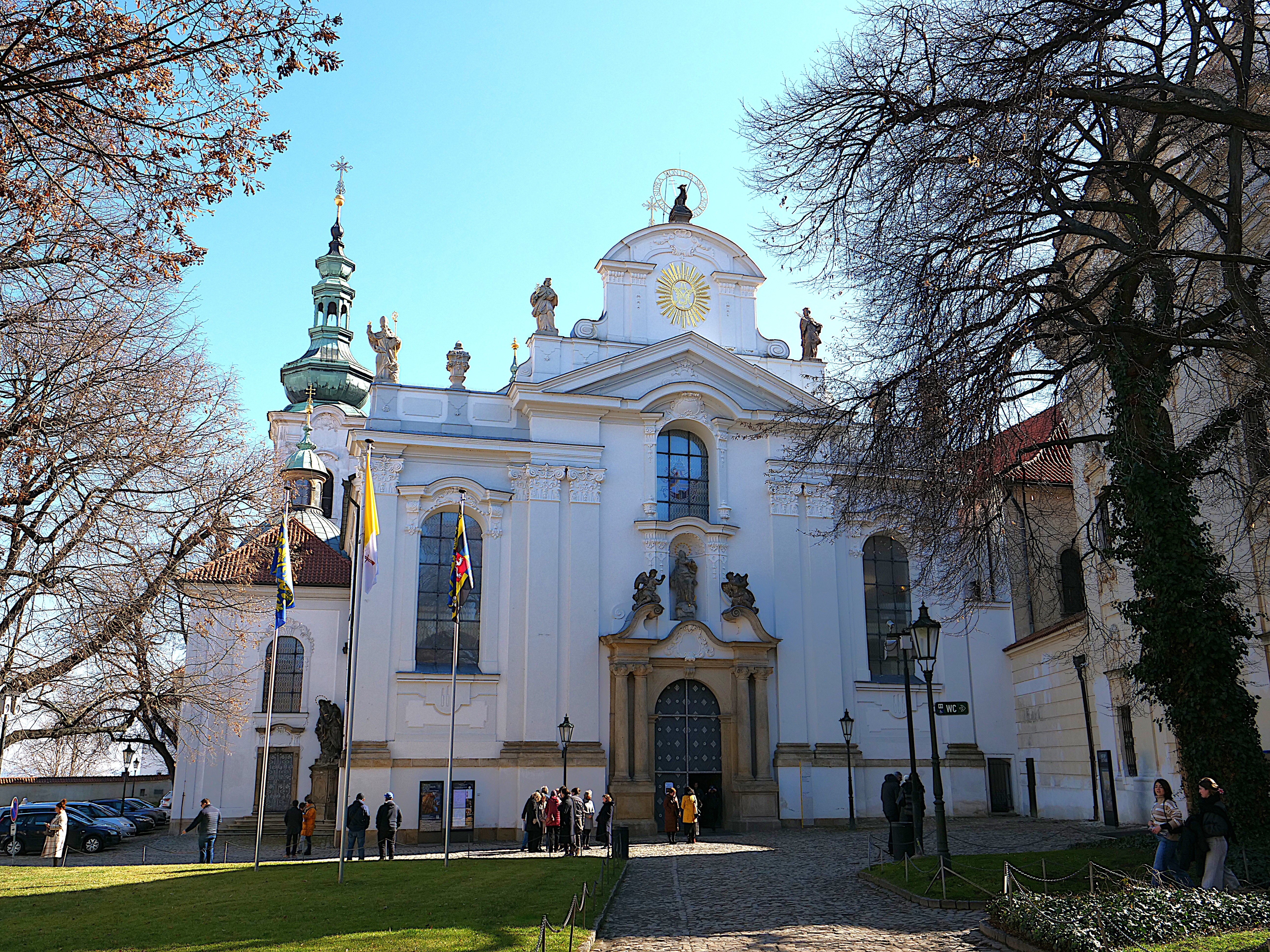
Westfassade der Klosterkirche

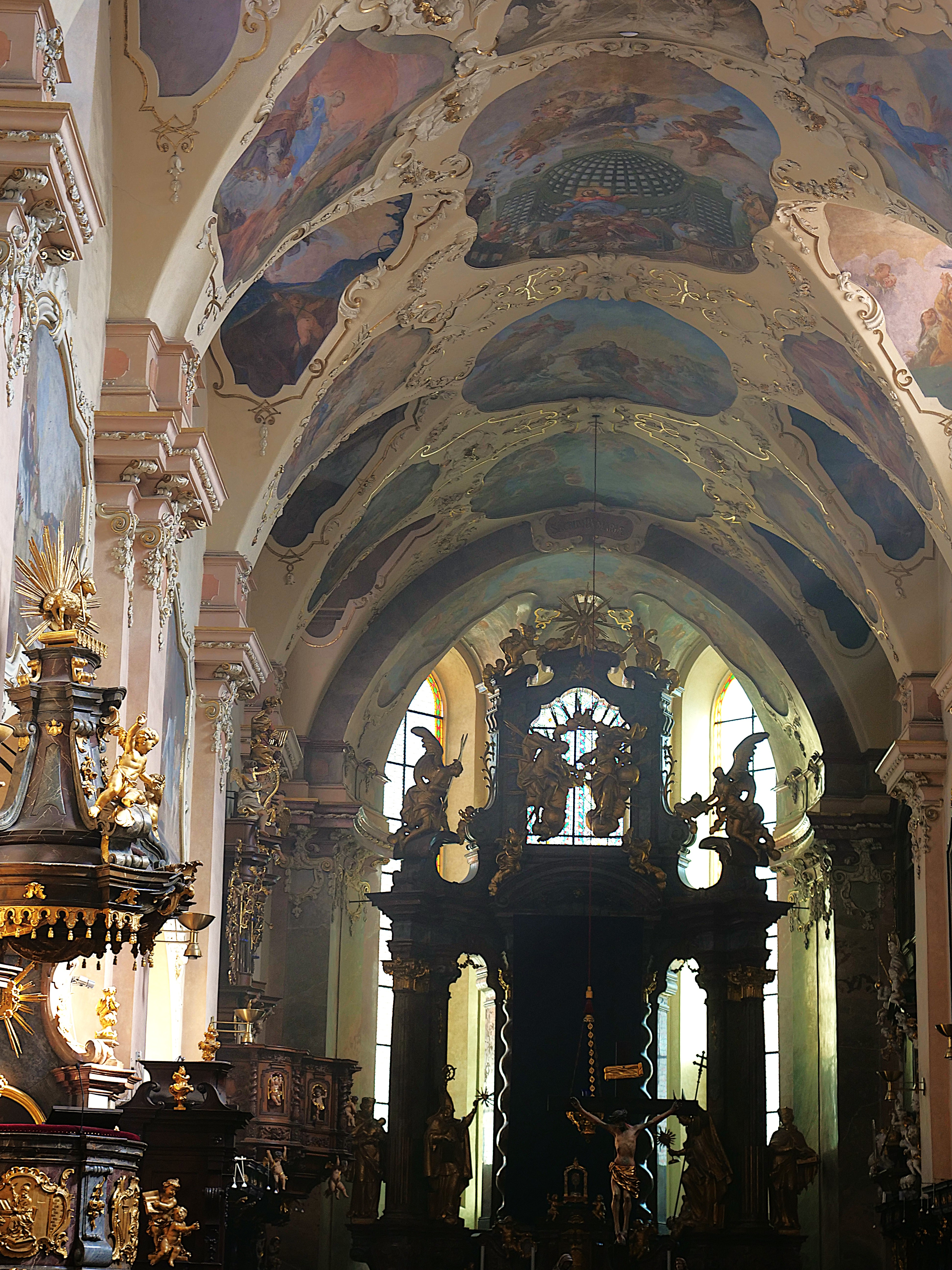
Innenraum der Klosterkirche mit Chor

Die dreischiffige romanische Klosterkirche Mariä Himmelfahrt (Kostel Nanebevzeti Panny Marie) aus dem Jahr 1148 erhielt nach dem Brand von 1258 eine frühgotische Einwölbung, ein Querschiff und zwei Seitenkapellen. Unter Abt Jan Lohelius, dem späteren Prager Erzbischof, wurde die Kirche im Renaissancestil umgestaltet und mit einer Doppelturmfassade versehen. Seit dem Dreißigjährigen Krieg befinden sich die Reliquien des Ordensgründers Norbert von Xanten im königlichen Stift Strahov (nördliches Seitenschiff); Abt Caspar von Questenberg hatte sie 1626 aus dem Liebfrauenstift in Magdeburg überführt. Wallenstein ließ hier seinen 1632 bei Lützen tödlich verwundeten General Gottfried Heinrich zu Pappenheim bestatten, dessen Epitaph in einer Seitenkapelle zu sehen ist. Ende des 17. Jahrhunderts erfolgte ein Umbau im Stil des Barocks nach Plänen von Jean Baptiste Mathey. Während der Belagerung im Österreichischen Erbfolgekrieg trug auch die Klosterkirche durch Artilleriebeschuss schwere Schäden davon und erhielt mit der anschließenden Instandsetzung ihr heutiges Aussehen.
Ignaz Palliardi teilte das Gewölbe 1743 mittels Stuck-Kartuschen in 40 Felder, die von Ignaz Raab und Josef Kramolín mit Szenen aus dem Leben der hl. Maria ausgemalt wurden. Die Innenraumfresken schuf Georg Wilhelm Neunherz, den Skulpturenschmuck der Seitenaltäre Johann Anton Quittainer. Den Hauptaltar gestalteten Ignaz Franz Platzer und Josef Lauermann, die Altargemälde stammen von Johann Christoph Lischka und Michael Willmann.
Die Kirche wurde 1991 durch Papst Johannes Paul II. zur Basilica minor erhoben.

## St.-Rochus-Kirche
Die dem Pestheiligen Rochus geweihte Kirche (Kostel sv. Rocha) im Vorhof des Klosters wurde unter Abt Jan Lohelius 1603–1612 von Kaiser Rudolf II. zum Dank für die Verschonung vor der Pest des Jahres 1599 gestiftet. Sie diente bis 1784 als Pfarrkirche von Strahov und wurde im 20. Jahrhundert zum Ausstellungssaal umgestaltet.

## Strahover Bibliothek

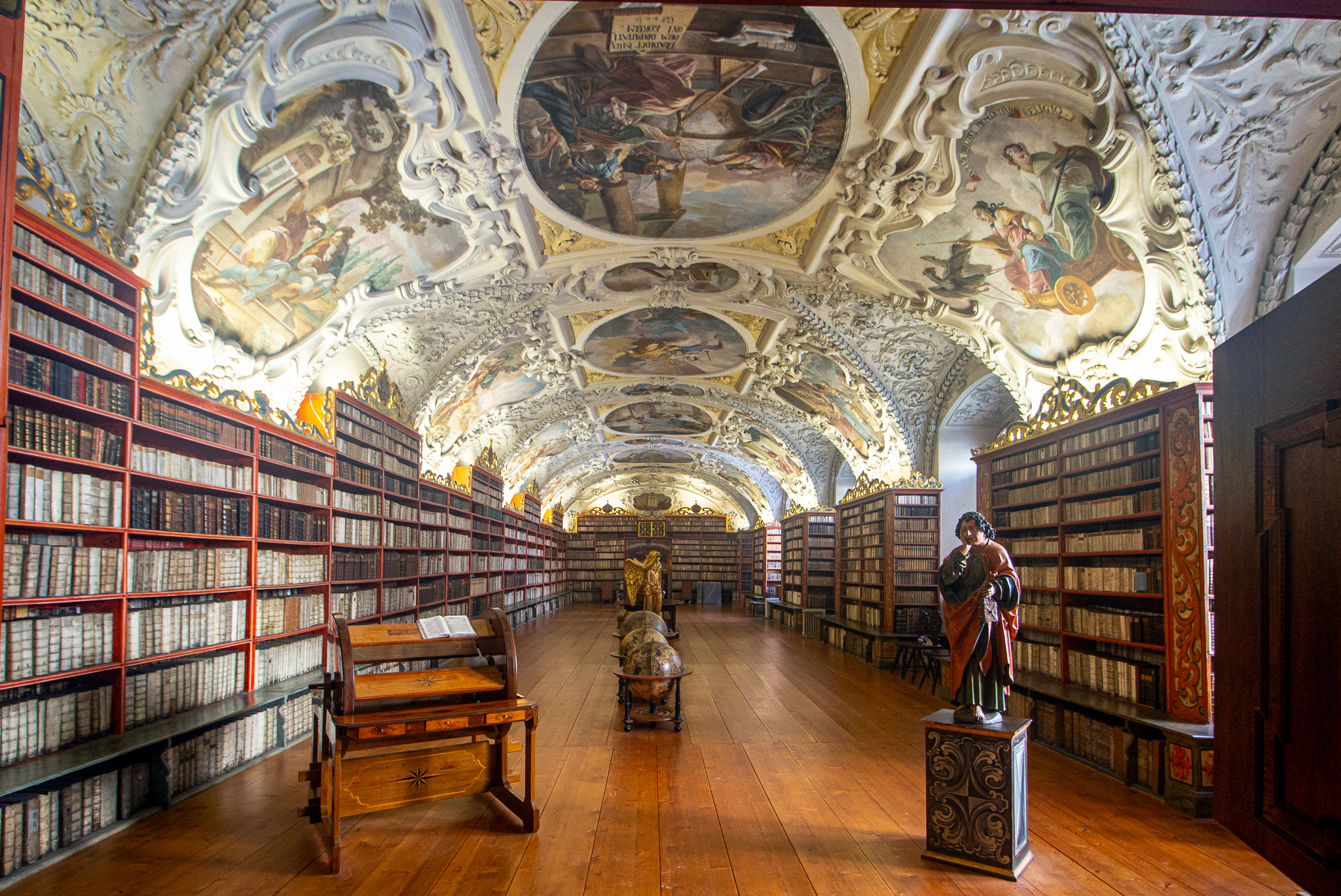
Theologischer Saal der Bibliothek

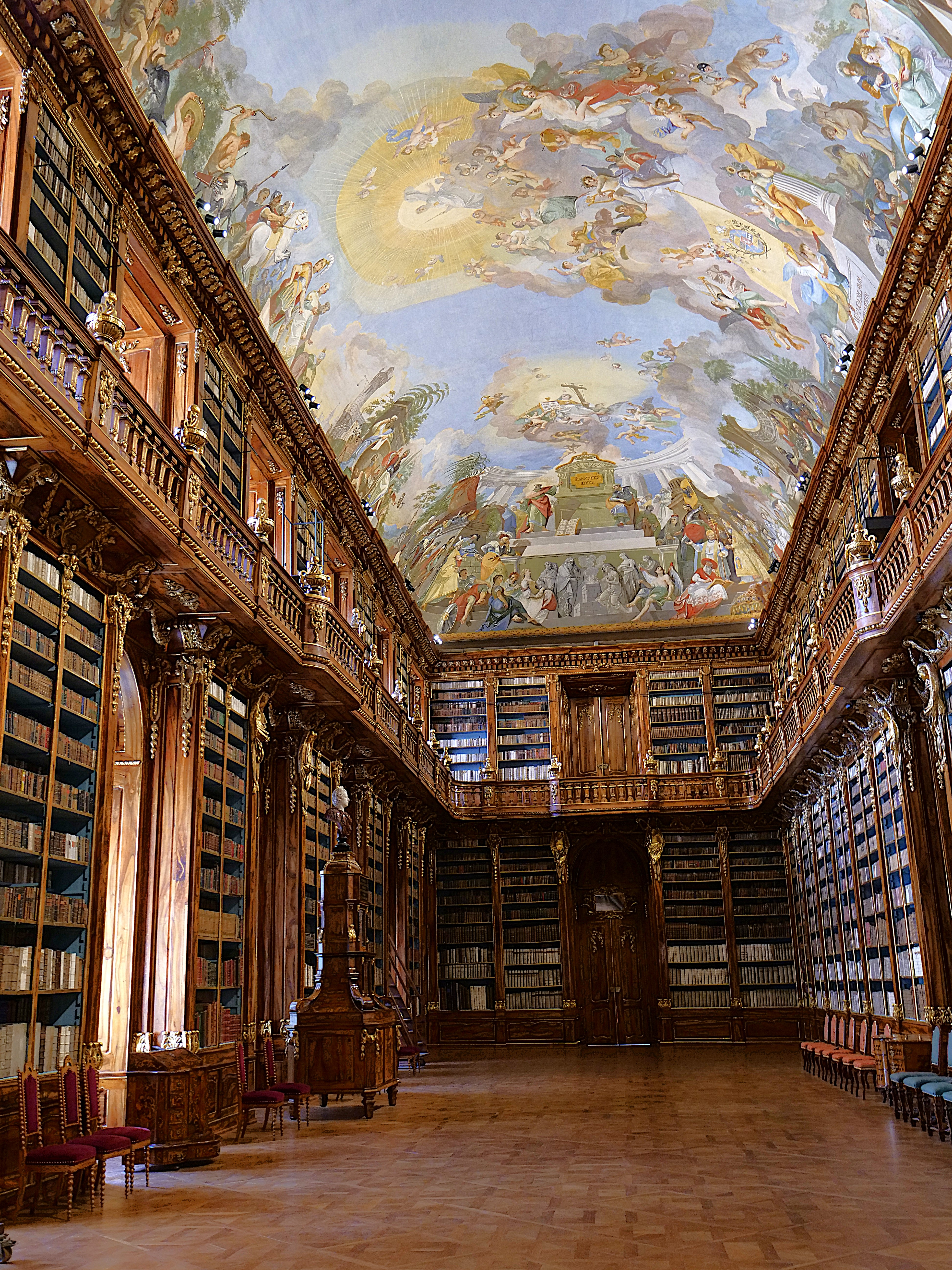
Philosophischer Saal

Die Strahover Bibliothek beherbergt neben der Büchersammlung zahlreiche Unikate, Drucke, Handschriften, Stiche und Landkarten. Zu den größten Kostbarkeiten zählt das „Evangeliar von Strahov“, eine Handschrift aus dem 9./10. Jahrhundert.
Der „Theologische Saal“ enthielt zunächst die gesamte Klosterbibliothek und beherbergt seit 1790 nur die theologischen Werke. Er wurde 1671–1679 nach Plänen von Giovanni Domenico Orsi de Orsini errichtet und 1721 erweitert. Die Fresken wurden von 1723 bis 1727 von Franz Siard Nosecký gemalt.
Der „Philosophische Saal“ wurde 1783–1790 für die Bibliotheksbestände des säkularisierten Klosters Klosterbruck bei Znaim nach Plänen von Ignaz Johann Palliardi errichtet. Die prächtigen Bibliotheksschränke wurden unter Abt Josef Mayer erworben der auch den Neubau der Bibliothek initiiert hatte, sie waren ursprünglich für den Neubau der Klosterbibliothek im Kloster Louka vom Schreiner Johannes Lahover in zehnjähriger Arbeit angefertigt worden. Nach der Überlieferung wurde dafür eine gesamte Nussbaumallee gefällt. Das Deckenfresko schuf 1794 Franz Anton Maulbertsch, den Fassadenschmuck Ignaz Michael Platzer (Sohn des Ignaz Franz Platzer).

## Weitere Sehenswürdigkeiten
- Barocktor mit der Statue des hl. Norbert, 1742 von Johann Anton Quittainer geschaffen.
- Die Klosterbrauerei, die es mit Unterbrechungen seit dem 12. Jahrhundert gibt, wurde im Jahr 2000 unter dem Namen Klášterní pivovar Strahov („Klösterliche Bierbrauerei Strahov“) wiedereröffnet.[7]

Klosterimpressionen
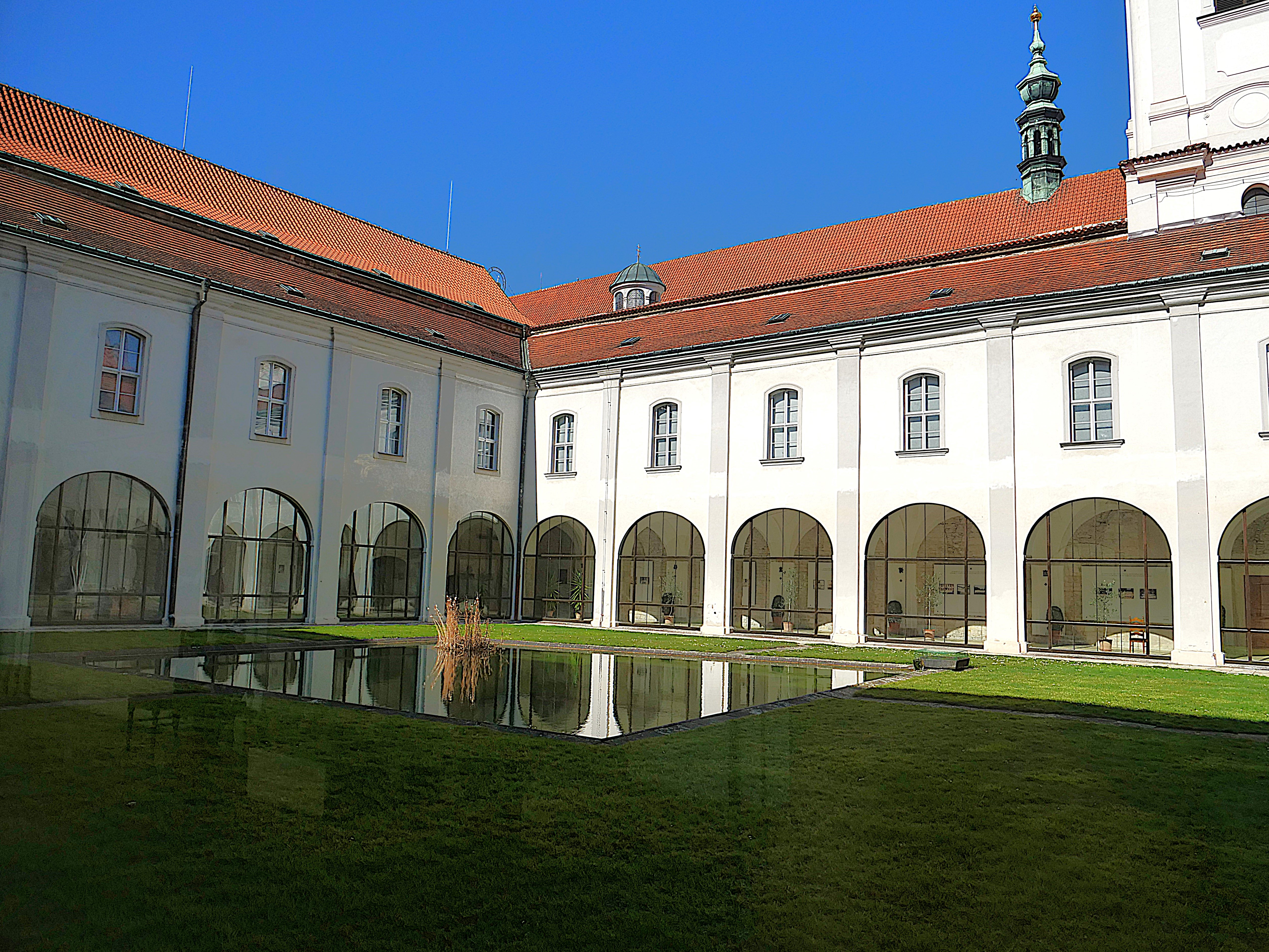
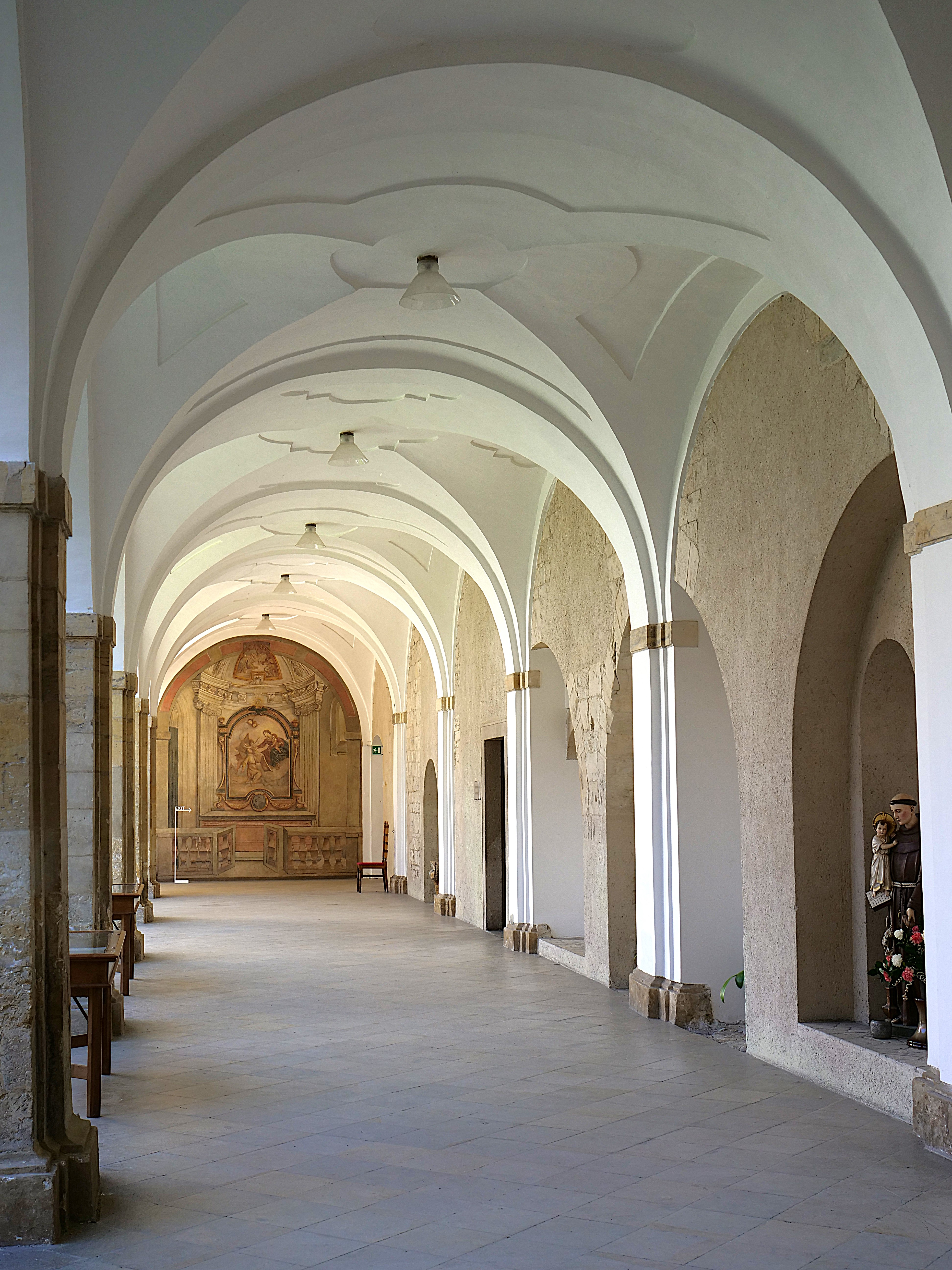
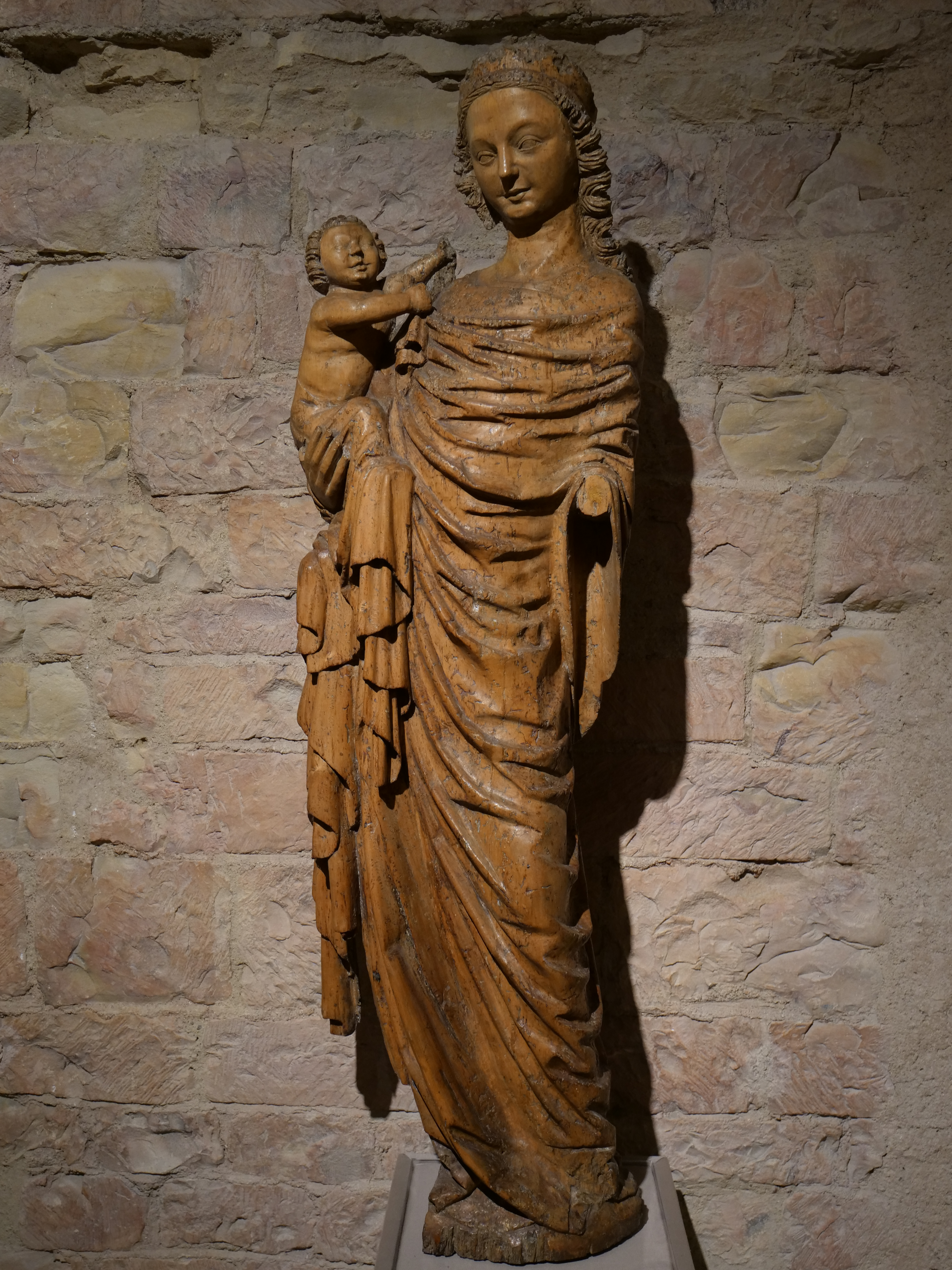
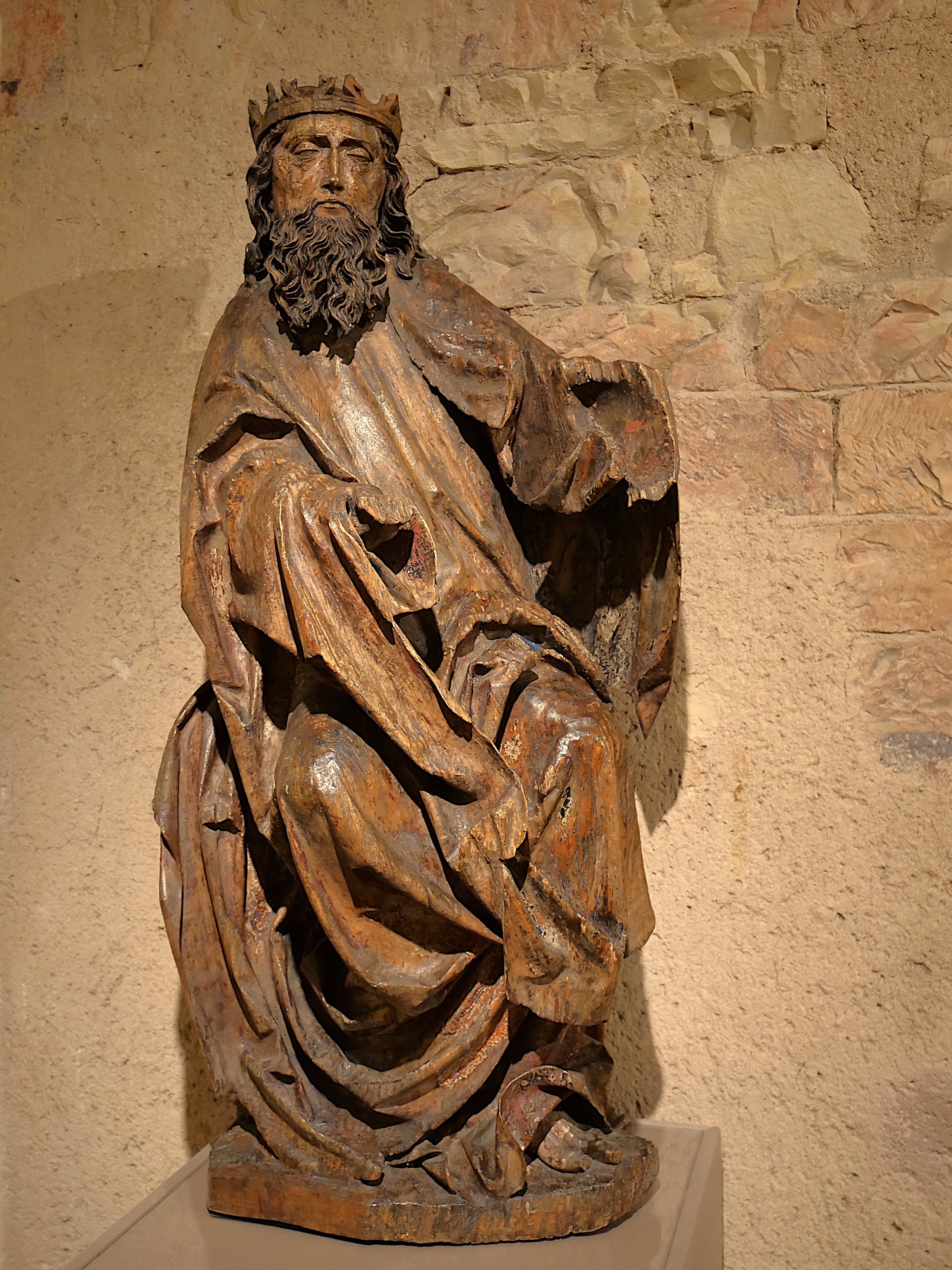
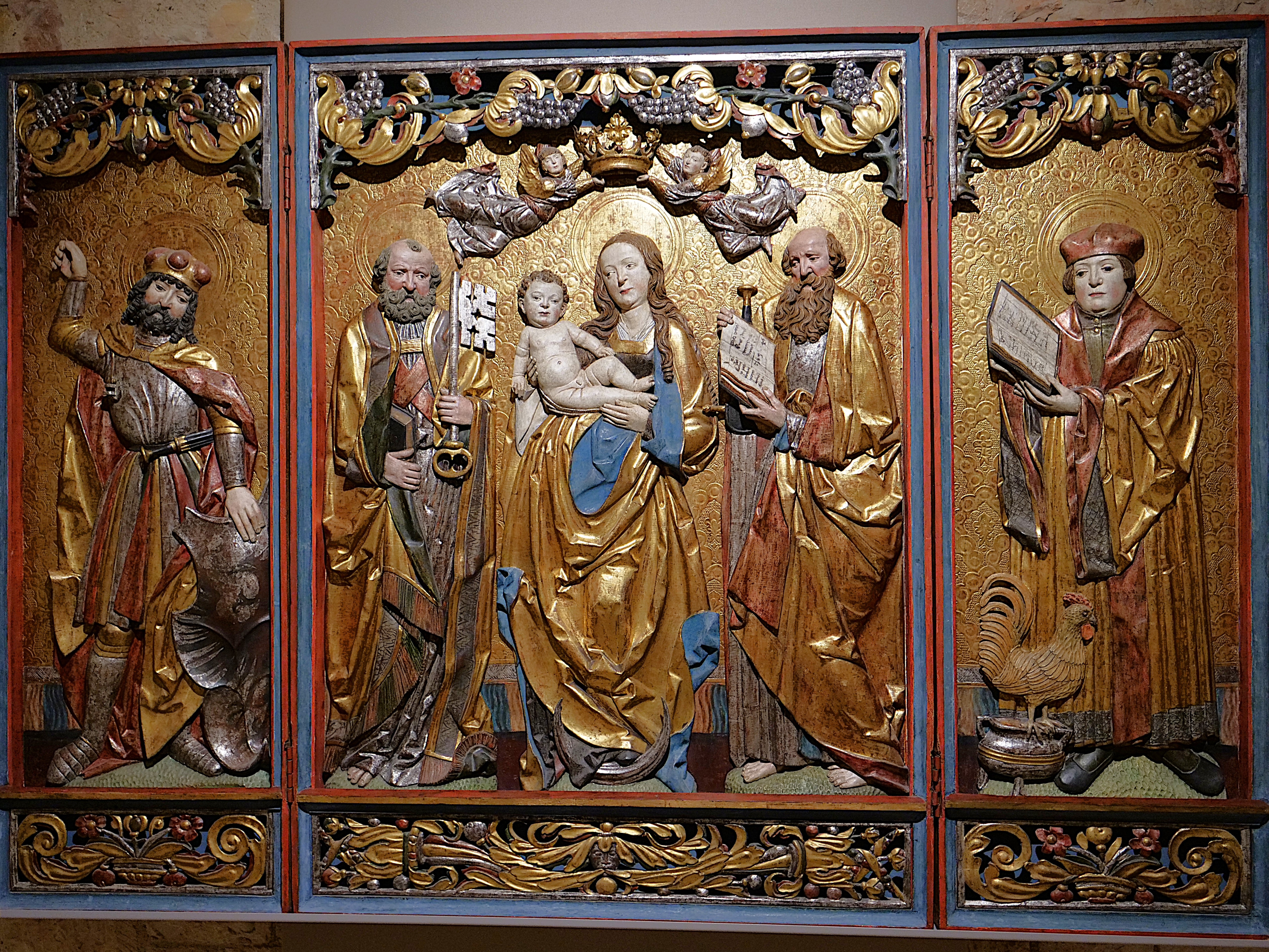
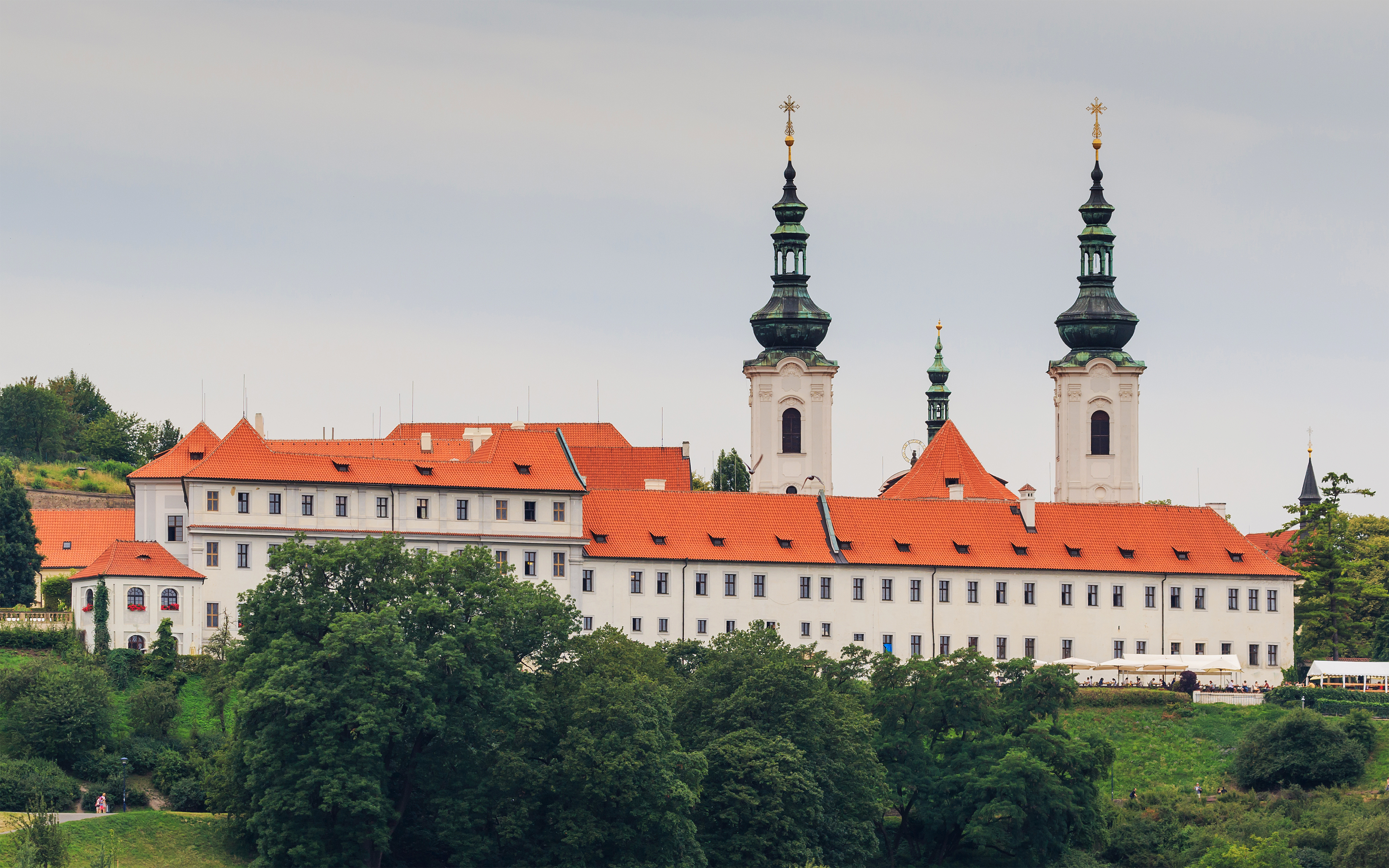
Stiftkomplex